# The Very Best of Prince
The Very Best of Prince es un álbum recopilatorio del músico estadounidense Prince, publicado el 31 de julio de 2001 por Warner Bros. Records. El álbum contiene la mayoría de sus sencillos más exitosos entre 1979 y 1991, incluyendo los número 1 en Estados Unidos "When Doves Cry", "Let's Go Crazy", "Kiss" y "Cream".
The Very Best of Prince no incluye el éxito "Batdance" debido principalmente a cuestiones legales con el personaje Batman.

## Lista de canciones
1. I Wanna Be Your Lover (edit) – 2:57
2. 1999 (edit) – 3:36
3. Little Red Corvette – 4:55
4. When Doves Cry (edit) – 3:48
5. Let’s Go Crazy – 4:39
6. Purple Rain – 8:40
7. I Would Die 4 U – 2:56
8. Raspberry Beret – 3:31
9. Kiss* – 3:46
10. Sign o’ the Times (edit) – 3:42
11. U Got the Look – 3:46
12. Alphabet St. – 5:38
13. Thieves in the Temple – 3:20
14. Gett Off – 4:30
15. Cream – 4:12
16. Diamonds and Pearls (edit) – 4:19
17. Money Don’t Matter 2 Night – 4:46